# یواس‌اس گانتنر (دی‌یی-۶۰)
یواس‌اس گانتنر (دی‌یی-۶۰) (به انگلیسی: USS Gantner (DE-60)) یک کشتی بود که طول آن ۳۰۶ فوت (۹۳ متر) بود. این کشتی در سال ۱۹۴۳ ساخته شد.